# Franz Bassler
Franz Bassler (* 24. Juni 1921) ist ein ehemaliger deutscher Bankmanager.

## Leben
Bassler war bis 1970 stellvertretendes, dann ordentliches Vorstandsmitglied der Deutschen Bau- und Bodenbank. Er war lange Jahre Vorstandssprecher des Unternehmens.
In seiner Vorstandszeit führte die Deutsche Bau- und Bodenbank das Finanz-Konsortium, das den Steglitzer Kreisel finanzierte.

## Auszeichnungen
- 1984: Großes Verdienstkreuz der Bundesrepublik Deutschland.